# Ulla Meinecke
Ulla Meinecke (Usingen, 14 agosto 1953) è una cantante e scrittrice tedesca.

## Biografia
Cresciuta nell'ambiente rurale di Wallau (Lahn), si è trasferita nel 1966 con la famiglia a Francoforte sul Meno dove ha completato gli studi superiori. A quel tempo aveva già scritto alcune canzoni, ma senza il coraggio di inciderle. Assunta nel 1973 come segretaria da Udo Lindenberg, ne ha gestito le pubbliche relazioni fino al 1976, anno in cui il grande artista si accorgerà del suo talento. I primi due album di Ulla sono stati curati in gran parte appunto da Lindenberg; in seguito la cantante ha collaborato con altri importanti nomi della scena musicale germanofona quali Herwin Mitteregger e Nina Hagen. Tra le sue canzoni più note, si menzionano Die Tänzerin e Der Stolz italienischer Frauen, un omaggio alle donne italiane. Per tutti gli anni 80 e 90 Ulla Meinecke si è imposta come una delle più applaudite voci femminili pop tedesche, con tour di successo. Ha anche preso parte ad alcuni musical e pubblicato tre libri.

## Discografia

### Singoli
- 1981: Zu fett fürs Ballett / Alle Kinder wollen heim (RCA)
- 1983: Nie wieder / 50 Tips (RCA)
- 1983: Die Tänzerin / Süße Sünden (RCA)
- 1985: Heißer Draht / Was ich an dir mag (RCA)
- 1986: Der Stolz italienischer Frauen / Prinzessin (RCA)
- 1986: Alles dreht sich / Ey Kleine (RCA)
- 1988: Von mir zu dir / Unten am Ufer (Promo, RCA)
- 1988: Schlendern ist Luxus / Lieb ich dich zu leise (RCA)
- 1991: Heute ziehst Du aus / Das war schon immer so (RCA)
- 1991: Ein Schritt vor und zwei zurück
- 1994: Wir passen nicht zusammen / Tiere / Gut Nacht (Columbia)
- 2002: In Berlin / Nur Gerede (Promo, SPV)
- 2004: Alles schäumt / Lieb ich Dich zu leise / In Berlin

### Album
- 1977: Von toten Tigern und nassen Katzen
- 1978: Meinecke Fuchs
- 1980: Überdosis Großstadt
- 1981: Nächtelang
- 1983: Wenn schon nicht für immer, dann wenigstens für ewig
- 1985: Der Stolz italienischer Frauen
- 1986: Kurz vor acht (live)
- 1987: Lied für dich
- 1988: Erst mal gucken – dann mal sehen
- 1991: Löwen
- 1994: An!
- 1995: Die Tänzerin und ihre schönsten Lieder
- 1999: Kurz nach acht
- 2000: Femina Tausendschön
- 2002: Die Luft ist rein
- 2004: Im Augenblick
- 2010: Ungerecht wie die Liebe
- 2016: Wir warn mit Dir bei Rigoletto, Boss!